# Sainte-Marguerite-sur-Duclair
 Sainte-Marguerite-sur-Duclair  es una población y comuna francesa, en la región de Alta Normandía, departamento de Sena Marítimo, en el distrito de Rouen y cantón de Duclair.

## Demografía
| 687 | 720 | 883 | 1106 | 1425 | 1519 |
| Para los censos de 1962 a 1999 la población legal corresponde a la población sin duplicidades (Fuente: INSEE [Consultar]) |     |     |      |      |      |